# Thiensville
Thiensville – wieś w Stanach Zjednoczonych, w stanie Wisconsin, w hrabstwie Ozaukee.